# Thanh đạm láng
Thanh đạm láng hay tuyết ngọc bóng, hoàng hạc chấm, hoàng hạc ngù (danh pháp hai phần: Coelogyne nitida) là một loài phong lan.
Cây phân bố từ Nam Á đến Đông Nam Á. Tại Việt Nam, cây có mặt miền Bắc và Đà Lạt.

## Hình ảnh

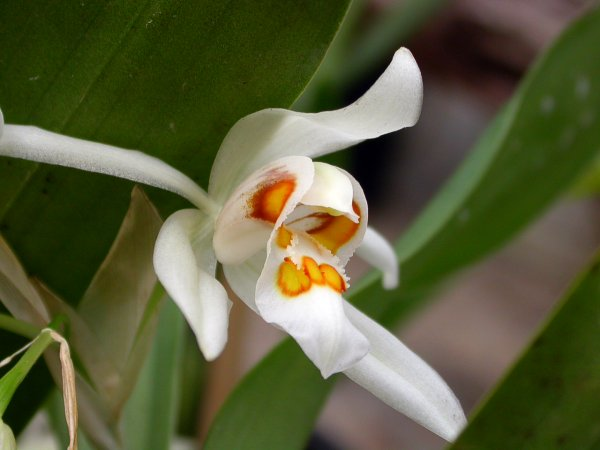
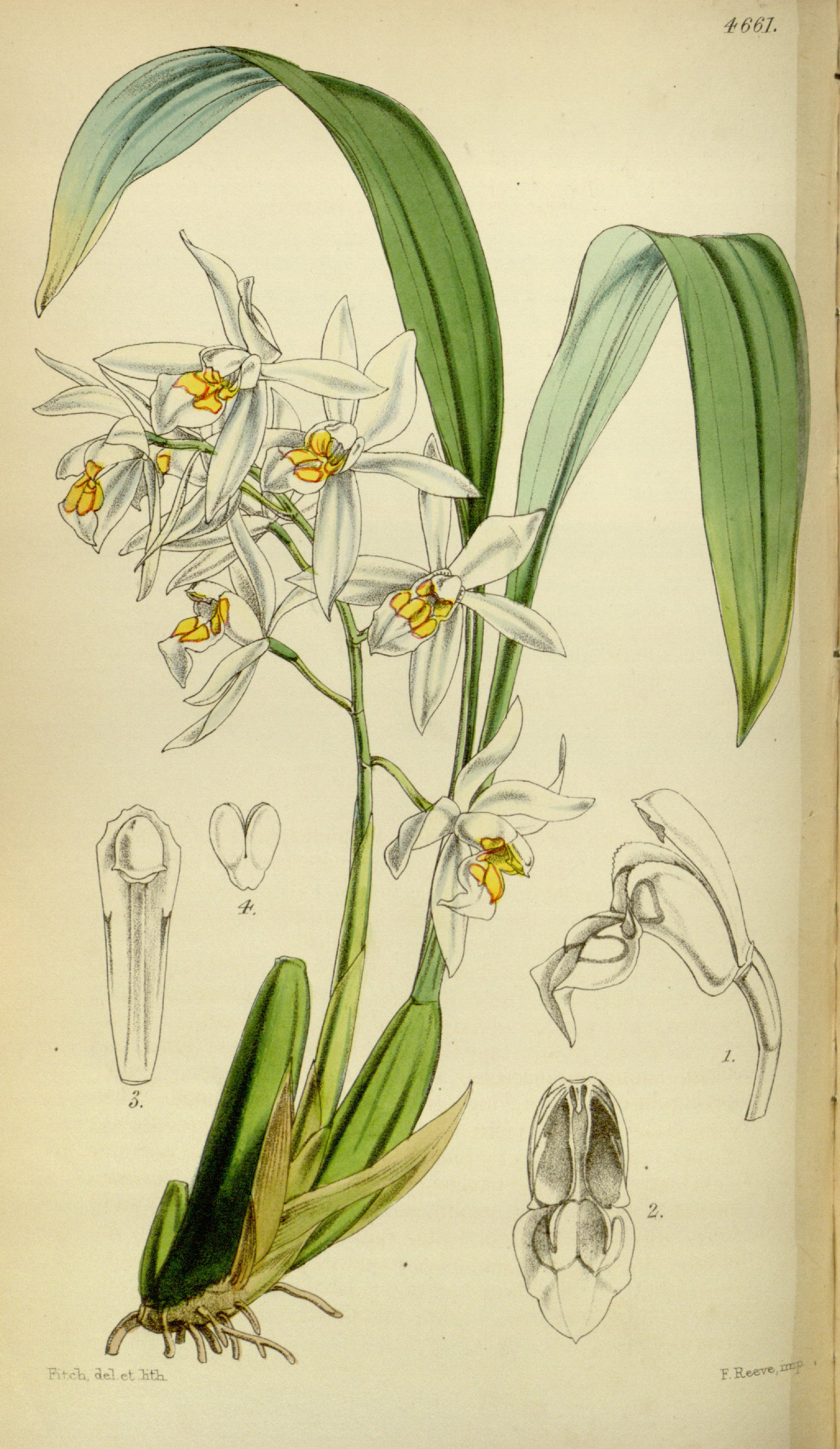
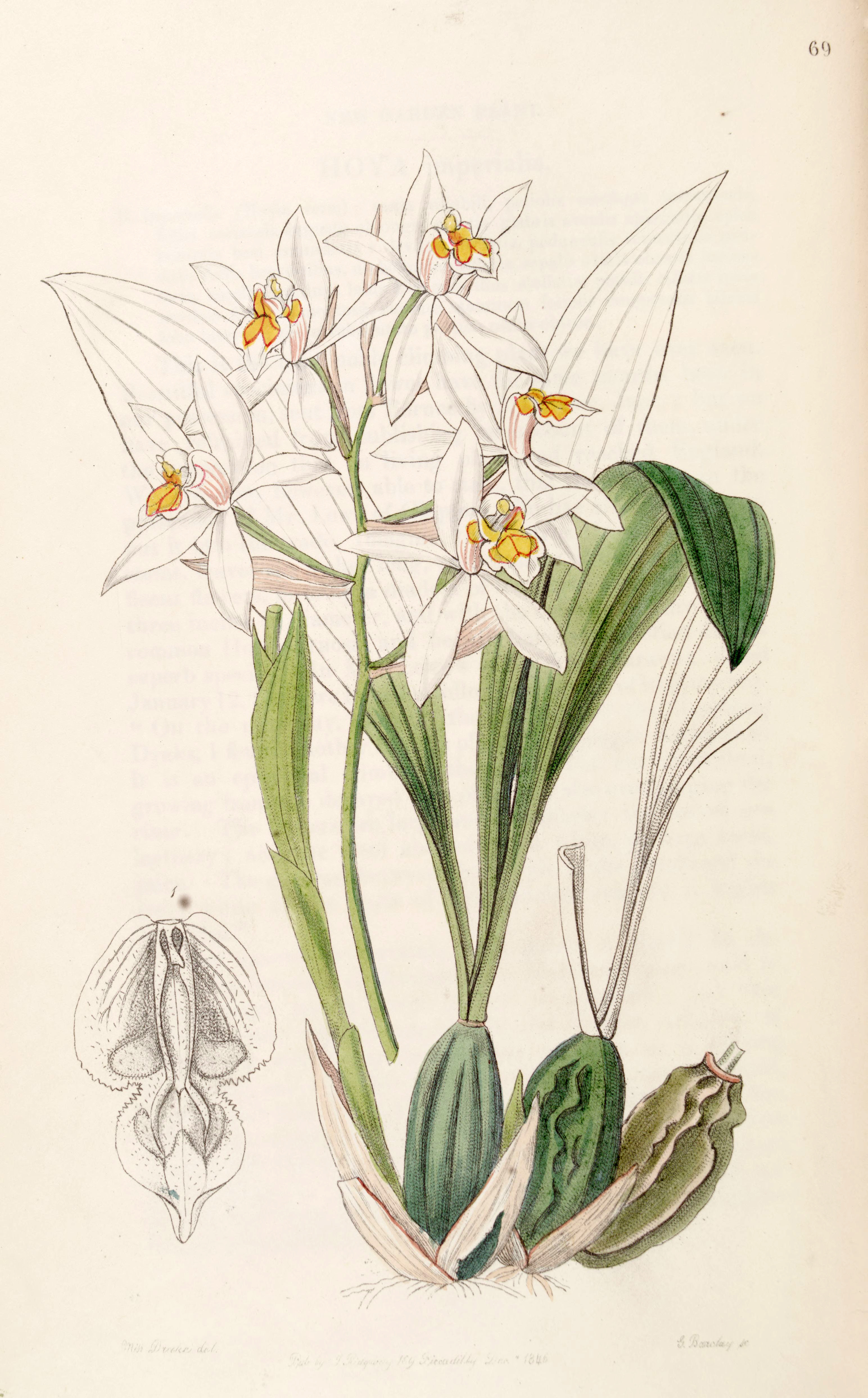
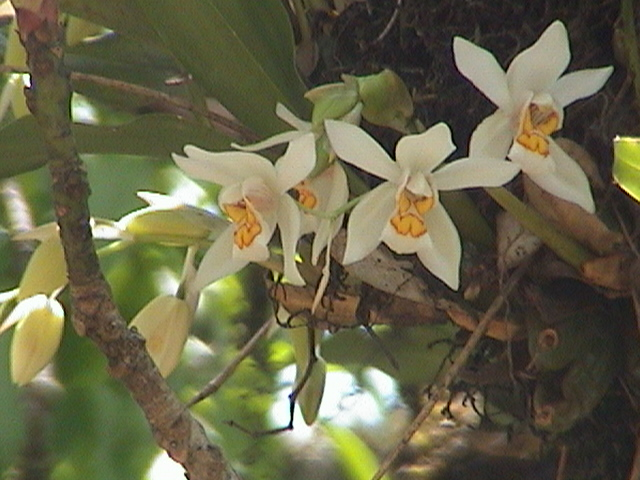